# Berlin-Schmöckwitz
Schmöckwitz [ˈʃmøːkvɪts] ist der südöstlichste Berliner Ortsteil und liegt im Bezirk Treptow-Köpenick. Das ehemalige Fischerdorf ist heutzutage – bedingt durch seine Wasserlage – ein beliebtes Naherholungsziel.

## Lage und Umgebung

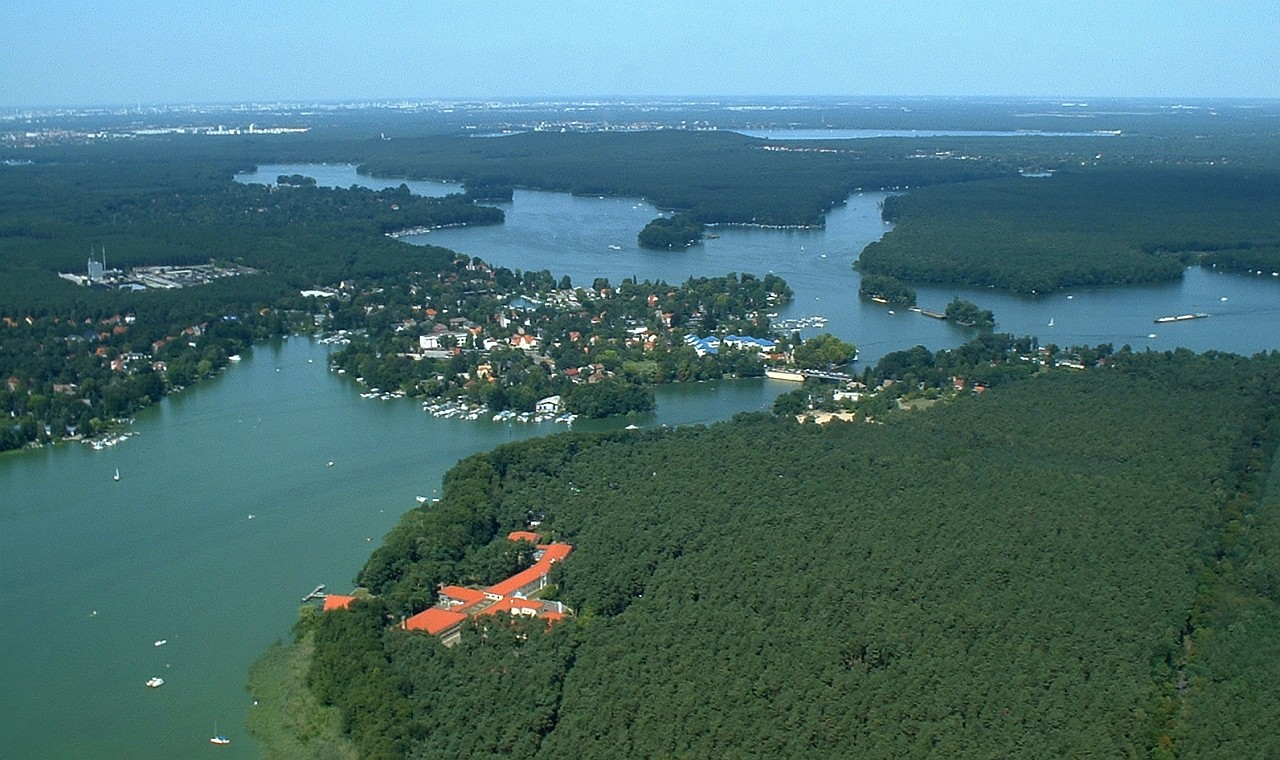
Luftbild von Schmöckwitz; Blickrichtung Nordwest

In Schmöckwitz befindet sich im Zeuthener See der südlichste Punkt des Bezirks Treptow-Köpenick und somit Berlins. In der Mitte des länglichen Sees verläuft die Grenze zwischen Berlin und Brandenburg. Das Siedlungsgebiet liegt zwischen Wäldern und Seen. Die alte Ortschaft Schmöckwitz liegt am Zusammenfluss mehrerer Seen, nur erreichbar vom nördlicheren Grünau über das Adlergestell, das über die Schmöckwitzer Brücke ins östlichere Schmöckwitzwerder bis zur Wernsdorfer Brücke weiterführt, sowie mit der Straßenbahnlinie 68 von Grünau, die am Ufer der Dahme an Karolinenhof vorbei nach Alt-Schmöckwitz weiterführt.
Die Ortsflur von Schmöckwitz liegt umschlossen von Wald und Wasser, darunter dem Langen See, dem Seddinsee, dem Zeuthener See, dem Großen Zug und dem Krossinsee. Die Kolonien liegen jeweils auf hochwassersicheren Höhenzügen und sind – wie Ausgrabungen zeigten – schon seit Urzeiten bewohnt. Im Vergleich zu anderen Ortsteilen in Berlin ist Schmöckwitz relativ dünn besiedelt.

## Geschichte

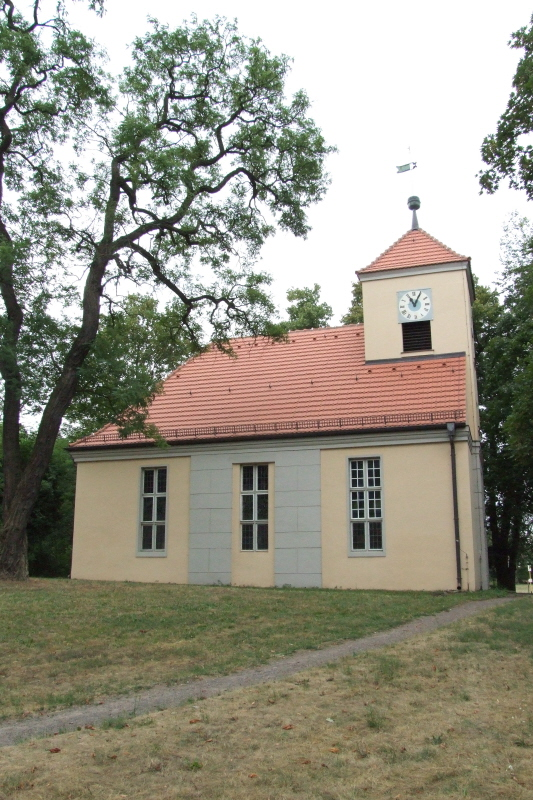
Dorfkirche Schmöckwitz

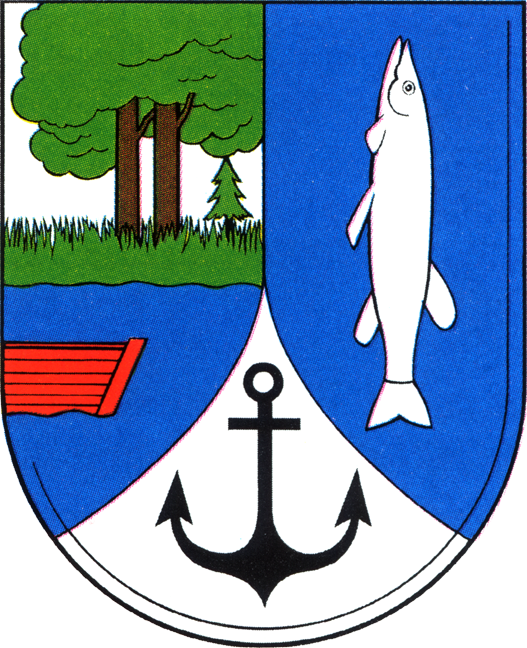
Wappen der ehemaligen Landgemeinde Schmöckwitz

Der Ortskern von Schmöckwitz lag ursprünglich auf einer Insel. Auf ihr errichteten Slawen ein Runddorf. Es war unverhuft, weil seine Bewohner Fischer waren. Im Jahr 1375 wurde Schmöckwitz erstmals urkundlich im Landbuch Karls IV. erwähnt und zwar als Smewitz/Smekewitz (später: Smeckwitz [1542], ab 1652: Schmöckwitz). Der Ursprung des Namens ist slawisch und war wohl zunächst ein Gewässername. Eine mögliche Deutung ist smokowic = ‚Drachenbach‘ oder ‚Schlangenbach‘ wegen des sich schlängelnden Wasserverlaufs um die Insel. Im Landbuch wurden für Smekwitz 15 Häuser von Fischern aufgeführt. Es gab auch Bienenzuchten. Für die deutsche Inbesitznahme, vermutlich um 1230, spricht das Vorhandensein eines Schulzen, der vermutlich für die Lieferung von Fischen und Honig an die Burg Köpenick zu sorgen hatte. Es gab sogar einen Krug.
Bis ins 17. Jahrhundert blieb Schmöckwitz ein kleines Dorf von Fischern und Zeidlern. Im Dreißigjährigen Krieg wurde 1648 ein großer Teil des Ortes durch einen Brand zerstört. Bis 1751 war Schmöckwitz noch eine Insel. 1798/1799 wurde die heutige Dorfkirche auf den Fundamenten eines hölzernen Vorgängerbaus gebaut. Ab 1858 werden Ackerland und Handwerker erwähnt, ab 1860 erste Anfänge von Industrie (Leimsiederei und Wattefabrik).
Die Besiedlung von Rauchfangswerder durch den Pächter Martin Barnack fand 1743 statt. 1785 wurde Karolinenhof gegründet: Der Bauer Kersten benannte seinen Hof nach seiner Frau Karoline. Er bewirtschaftete 72 Hektar Land, das die Gemeinde Schmöckwitz gepachtet hatte. 1895 gründete dann der Berliner Bankier Albert Schappach die Terraingesellschaft Carolinenhof und legte dort eine Villenkolonie an.
Der Bau der Schmöckwitz–Grünauer Uferbahn, der heutigen Straßenbahnlinie 68, erfolgte zwischen 1911 und 1912. Seit dem 6. November 1928 fährt die elektrische S-Bahn zwischen der Berliner Innenstadt und dem Bahnhof Grünau, wodurch sich die Verkehrsanbindung von Schmöckwitz verbesserte. Den benachbarten Bahnhof Eichwalde in Brandenburg, der schon zuvor von dampfbetriebenen Vorortzügen – die vom Görlitzer Bahnhof in Berlin ausgingen – bedient wurde, erreichte die elektrische S-Bahn am 7. April 1951 im Rahmen der Verlängerung des elektrischen Betriebs bis Königs Wusterhausen.
Die Eingemeindung nach Groß-Berlin in den Bezirk Köpenick fand 1920 statt. Ab 1919 entstand die Siedlung Schmöckwitz am nördlichen Rand von Eichwalde; hier wurden in erster Linie an heimkehrende Frontsoldaten des Ersten Weltkriegs Acker- und Wohnflächen vergeben. Im Jahr 1942 wurde das Berliner Reifenwerk im Wald am Adlergestell erbaut. Dazu wurde unter anderem ein Teil der im Wald befindlichen Dünen abgetragen, von denen inzwischen nur noch ein paar Reste erhalten sind.
Am 18. August 1961 wurden zehn Mitglieder der Jungen Gemeinde Berlin-Schmöckwitz bei einem Schiffsausflug rund um die Insel Rügen verhaftet, da sie in einer Bitte an den Kapitän scherzhaft die Weiterfahrt in Richtung der dänischen Insel Bornholm gefordert hatten. Acht der Jugendlichen erhielten Haftstrafen zwischen drei Monaten und zwei Jahren, zwei wurden als Rädelsführer zu je acht Jahren Freiheitsentzug verurteilt. Zur Erinnerung wurde im August 2021 vor der Dorfkirche eine Gedenktafel eingeweiht.
Bis zur Verwaltungsreform 2001 gehörte Schmöckwitz zum Berliner Bezirk Köpenick.
Am Ufer des Zeuthener Sees liegt ein Campus der japanischen Teikyō-Universität.

## Bevölkerung
| Jahr | Einwohner |
| ---- | --------- |
| 1871 | 0219      |
| 1880 | 0154      |
| 1890 | 0252      |
| 1900 | 0380      |
| 1910 | 0360      |
| 1919 | 0576      |
| 1925 | 1365      |
| 1939 | 3256      |
| 1946 | 4852      |
| 1950 | 4528      |
| 1963 | 3365      |

| Jahr | Einwohner |
| ---- | --------- |
| 1991 | 2604      |
| 1995 | 2796      |
| 2000 | 3828      |
| 2007 | 4147      |
| 2010 | 4062      |
| 2015 | 4196      |
| 2020 | 4442      |
| 2021 | 4535      |
| 2022 | 4582      |
| 2023 | 4500      |
| 2024 | 4487      |

Quelle ab 2007: Statistischer Bericht A I 5. Einwohnerregisterstatistik Berlin. Bestand – Grunddaten. 31. Dezember. Amt für Statistik Berlin-Brandenburg (jeweilige Jahre)

## Verkehr

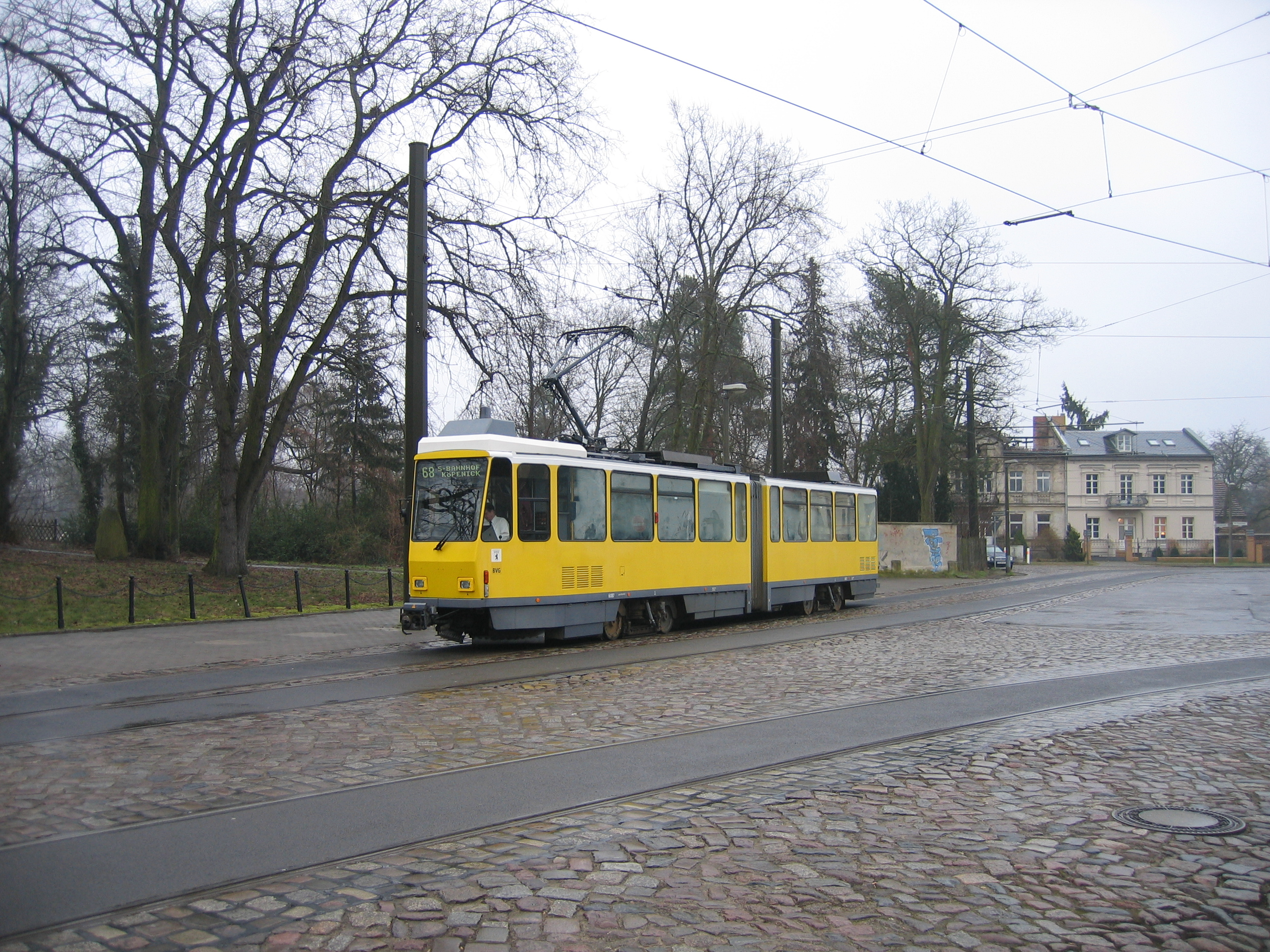
Straßenbahn 68 an der Endhaltestelle Alt-Schmöckwitz

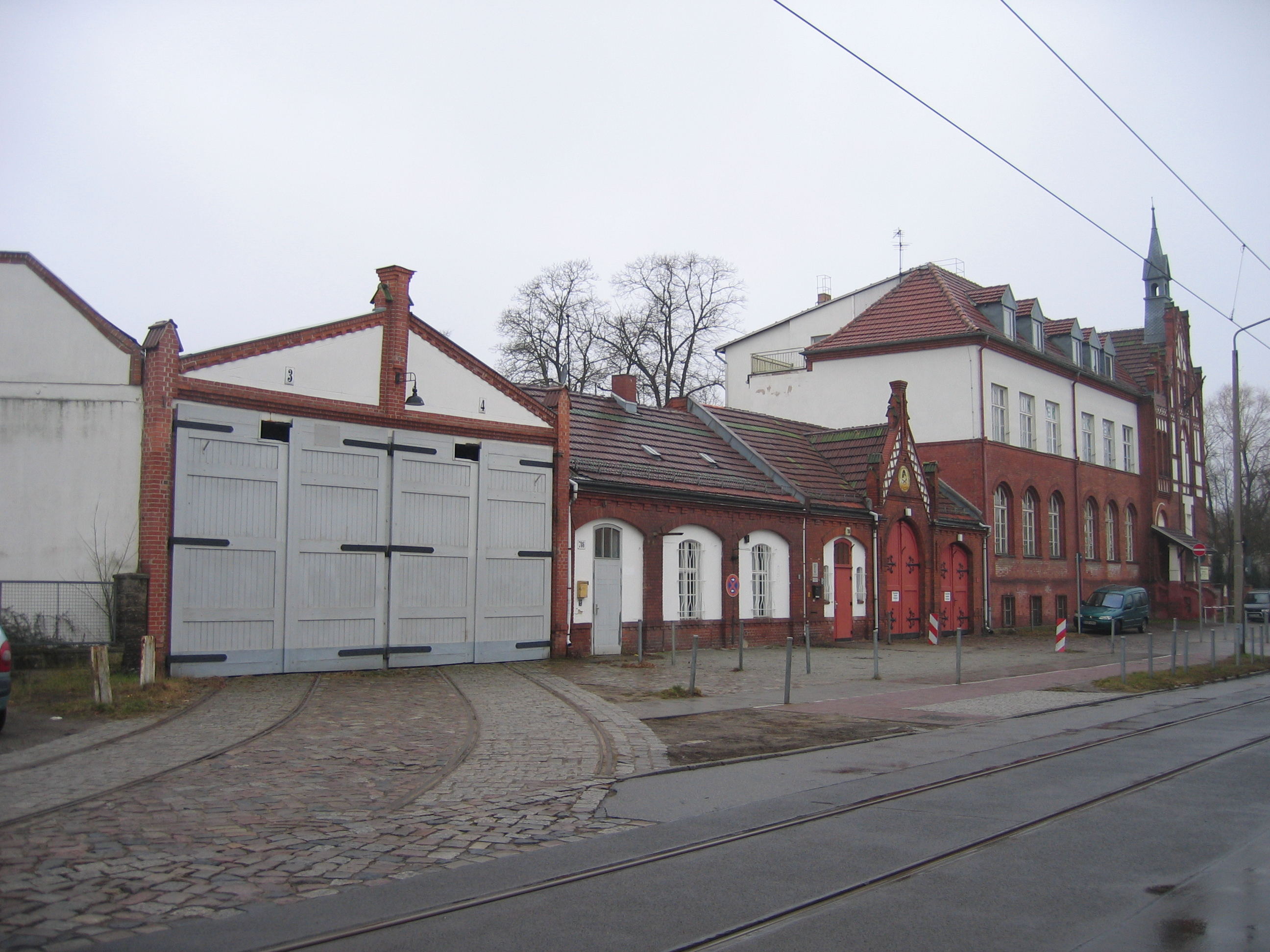
Wagenhalle Schmöckwitz (2008 abgebrannt)

Schmöckwitz und Karolinenhof sind durch die Straßenbahnlinie 68, die nachts durch den Nachtbus N68 ersetzt wird, an das öffentliche Nahverkehrsnetz Berlins angeschlossen. Von der Endhaltestelle der Straßenbahn verkehrt die Buslinie 168 als Zubringer nach Rauchfangswerder. Die Buslinien 733 und deren Verlängerung 734 verkehren außerdem nach Königs Wusterhausen über Wernsdorf und in die andere Richtung über Zeuthen zum Flughafen Berlin Brandenburg. In den Sommermonaten verkehrt eine Fähre von Schmöckwitz zur Halbinsel Krampenburg zu den Zeltplätzen nördlich der Dahme an der Großen Krampe. Sämtliche Linien, ausgenommen die Buslinien 733/734 (RVS LDS) werden von der BVG betrieben.
Gegenüber dem Dorfanger stand am Adlergestell 784 das im wilhelminischen Stil erbaute Straßenbahndepot der Uferbahn.
Die auch als Wagenhalle Schmöckwitz bezeichnete Anlage wurde zwischen 1912 und 1926 als Betriebshof der Uferbahn sowie zwischen 1945 und 1948 als provisorischer Betriebshof der BVG betrieben, danach diente sie nur noch als Wagenhalle.
Bis 2006 wurde das Gelände vom Denkmalpflege-Verein Nahverkehr Berlin als Werkstatt und Depot für seine historischen Fahrzeuge genutzt. Später konnte die unter Denkmalschutz stehende Wagenhalle nicht mehr für die historischen Straßenbahnen genutzt werden, da bei der Gleisschleifensanierung in Alt-Schmöckwitz die Weichen in das Liniennetz ersatzlos ausgebaut wurden und somit die Wagenhalle von den Gleisen des Netzes abgetrennt war. Ein Triebwagen des Typs TF 21 S verblieb dabei im alten Depot.
Schließlich brannte das alte Depot am 30. August 2008 mitsamt der historischen Straßenbahn darin nieder. Die Ruine wurde 2022 beseitigt und das Gelände eingeebnet, dabei wurden auch die Reste des verbrannten Triebwagens entsorgt.

## Persönlichkeiten
- Otto von Bronk (1872–1951), Fernsehpionier, lebte in Schmöckwitz
- Vincenz Müller (1894–1961), General der Wehrmacht und der NVA, lebte und starb in Schmöckwitz
- Alexander Dehms (1904–1979), Politiker (SPD), in Karolinenhof geboren
- Werner Schneidratus (1908–2001), Architekt, in Karolinenhof geboren
- Ruthild Hahne (1910–2001), Bildhauerin, in Schmöckwitz aufgewachsen
- Susanne Kerckhoff (1918–1950), Schriftstellerin, lebte in Karolinenhof
- Gerhard Beil (1926–2010), Politiker (SED), lebte in Karolinenhof
- Heinz Behrens (1932–2022), Schauspieler, lebte in Rauchfangswerder
- Hansjoachim Tiedge (1937–2011), Nachrichtendienstler, lebte in Karolinenhof
- Christfried Berger (1938–2003), Pfarrer in Schmöckwitz
- Renate Göritz (1938–2021), Grafikerin und Buchillustratorin, lebte in Karolinenhof
- Dean Reed (1938–1986), Sänger, lebte in Rauchfangswerder
- Almuth Berger (* 1943), Pfarrerin, lebt in Schmöckwitz